# Стемфорд (Вермонт)
Стемфорд (англ. Stamford) — місто (англ. town) в США, в окрузі Беннінґтон штату Вермонт. Населення — 861 особа (2020).

## Демографія
Згідно з переписом 2010 року, у місті мешкали 824 особи в 334 домогосподарствах у складі 237 родин. Було 410 помешкань
Расовий склад населення:
| - 97,8 % — білих - 0,1 % — вихідців з тихоокеанських островів - 0,1 % — корінних американців - 0,1 % — чорних або афроамериканців |

До двох чи більше рас належало 1,7 %. Частка іспаномовних становила 1,1 % від усіх жителів.
За віковим діапазоном населення розподілялося таким чином: 20,8 % — особи молодші 18 років, 62,5 % — особи у віці 18—64 років, 16,7 % — особи у віці 65 років та старші. Медіана віку мешканця становила 47,5 року. На 100 осіб жіночої статі у місті припадало 105,5 чоловіків;  на 100 жінок у віці від 18 років та старших — 100,9 чоловіків також старших 18 років.
Середній дохід на одне домашнє господарство  становив 92 210 доларів США (медіана — 69 750), а середній дохід на одну сім'ю — 104 854 долари (медіана — 85 729). Медіана доходів становила 55 694 долари для чоловіків та 39 861 долар для жінок. За межею бідності перебувало 8,0 % осіб, у тому числі 15,2 % дітей у віці до 18 років та 2,0 % осіб у віці 65 років та старших.
Цивільне працевлаштоване населення становило 464 особи. Основні галузі зайнятості: освіта, охорона здоров'я та соціальна допомога — 31,7 %, будівництво — 14,9 %, виробництво — 12,3 %.